# نخستی‌شناسی

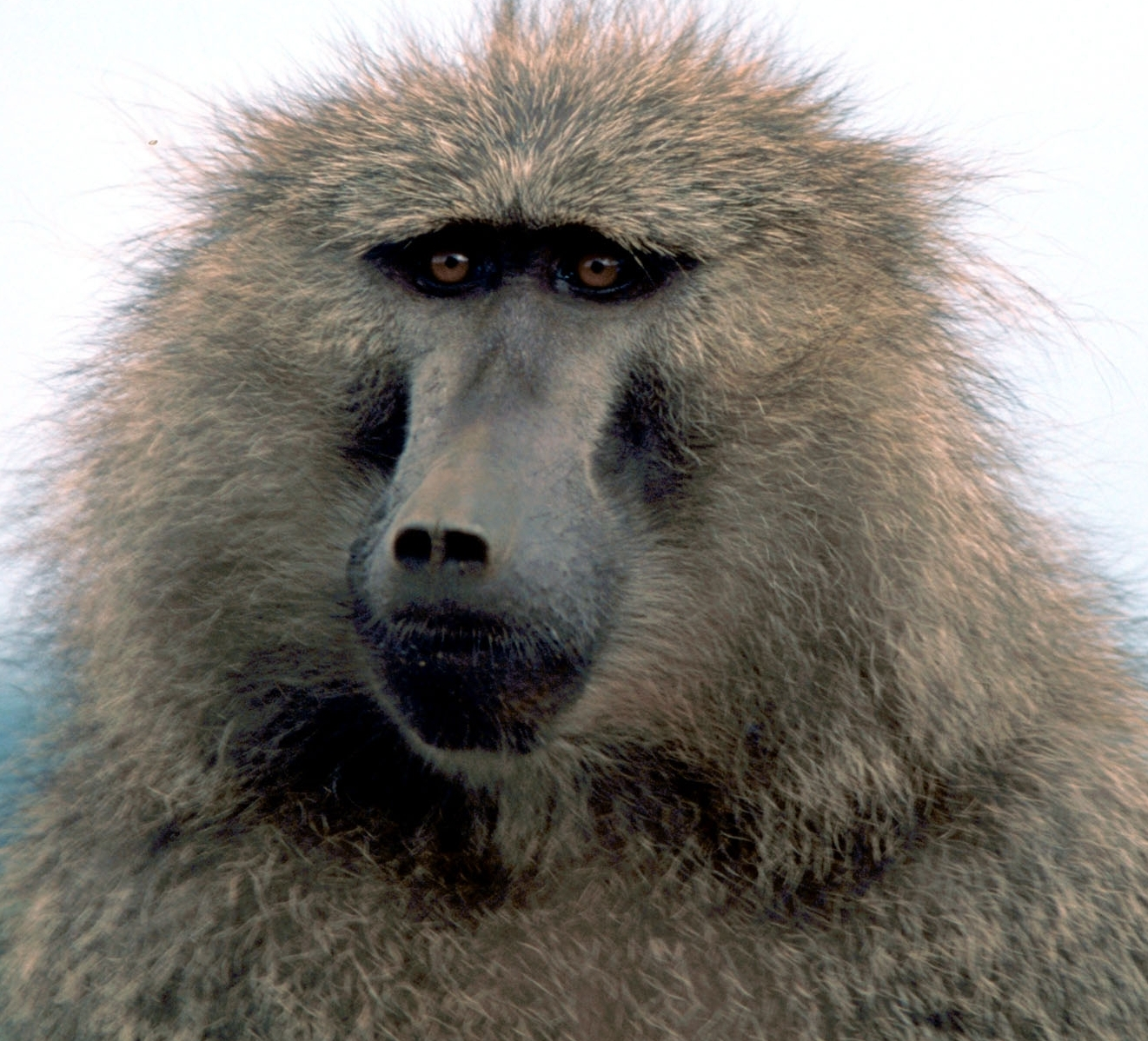
بابون زیتونی

نخستی‌شناسی (به انگلیسی: Primatology)، دانش مطالعهٔ نخستی‌سانان است. این دانش یک زمینهٔ گستردهٔ دانشگاهی است و پژوهشگران آن در دانشکده‌های مختلف مانند مردم‌شناسی، زیست‌شناسی، پزشکی، روان‌شناسی، دامپزشکی و جانورشناسی، و همچنین موزه‌ها و باغ وحش‌ها مشغول به فعالیت و تحقیق هستند.
نخستی‌شناسان بر روی نخستی‌سانان زنده و منقرض شده در زیستگاه‌های آنان و همچنین در آزمایشگاه پژوهش می‌کنند تا بتوانند جنبه‌های مختلف تکامل و رفتار آنان را دریابند.

## زیررشته‌ها
نخستی‌شناسی به‌عنوان یک علم، زیرشاخه‌های مختلفی دارد که از نظر رویکردهای نظری و روش‌شناختی به موضوع مورد استفاده در تحقیق نخستی‌های موجود و اجداد منقرض شده‌شان متفاوت است.
دو مرکز اصلی نخستی‌شناسی وجود دارد، نخستی‌شناسی غربی و نخستی‌شناسی ژاپنی. این دو رشته متفاوت از زمینه‌های فرهنگی و فلسفه‌های منحصربه‌فردی نشأت می‌گیرند که در زمان تأسیس آن‌ها پیش رفت. اگرچه اساساً، نخستی‌شناسی غربی و ژاپنی در بسیاری از اصول مشترکند، حوزه‌های تمرکز آنها در تحقیقات نخستی‌ها و روش‌های آنها برای به‌دست‌آوردن داده‌ها به‌طور گسترده‌ای متفاوت است.[۵]

## نخستی‌شناسی غربی

#### ریشه‌ها
نخستی‌شناسی غربی اساساً از تحقیقات دانشمندان آمریکای شمالی و اروپایی سرچشمه می‌گیرد. مطالعات اولیه نخستی‌ها عمدتاً بر تحقیقات پزشکی متمرکز بود، اما برخی از دانشمندان همچنین آزمایش‌های «متمدنانه» را روی شامپانزه‌ها انجام دادند تا هم هوش پستانداران و هم محدودیت‌های قدرت مغز آنها را بسنجند.
نظریه
مطالعه نخستی‌شناسی به جنبه‌های بیولوژیکی و روان‌شناختی نخستی‌های غیرانسانی می‌پردازد. تمرکز بر مطالعه پیوندهای مشترک بین انسان و پستانداران است. تمرین‌کنندگان بر این باورند که با درک نزدیک‌ترین خویشاوندان حیوانی خود، ممکن است طبیعت مشترک با اجدادمان را بهتر درک کنیم.

#### روش‌ها
نخستی‌شناسی یک علم است. باور عمومی این است که مشاهده علمی طبیعت یا باید بسیار محدود باشد یا کاملاً کنترل شود. در هر صورت، ناظران باید نسبت به سوژه‌های خود بی‌طرف باشند. این اجازه می‌دهد تا داده‌ها بی طرفانه باشند و سوژه‌ها تحت تأثیر دخالت انسان قرار نگیرند.
سه رویکرد روش شناختی در نخستی‌شناسی وجود دارد: مطالعه میدانی، رویکرد واقع بینانه تر. مطالعه آزمایشگاهی، رویکرد کنترل شده تر. و محدوده نیمه آزاد، که در آن زیستگاه پستانداران و ساختار اجتماعی وحشی در یک محیط اسیر تکرار می‌شود.
مطالعه میدانی در محیط‌های طبیعی انجام می‌شود که در آن ناظران علمی نخستی‌ها را در زیستگاه طبیعی خود تماشا می‌کنند.
مطالعه آزمایشگاهی در محیط‌های آزمایشگاهی کنترل شده انجام می‌شود. در محیط‌های آزمایشگاهی، دانشمندان می‌توانند آزمایش‌های کنترل شده‌ای را روی قابلیت‌های یادگیری و الگوهای رفتاری حیوانات انجام دهند.
در مطالعات دامنه نیمه آزاد، دانشمندان می‌توانند مشاهده کنند که پستانداران چگونه ممکن است در طبیعت عمل کنند، اما دسترسی آسان‌تری به آنها دارند، و توانایی کنترل محیط خود را دارند. چنین امکاناتی شامل مرکز پیوندهای زنده در مرکز تحقیقات ملی پستانداران یرکس در جورجیا، ایالات متحده و مرکز الگین در Lion Country Safari در فلوریدا، ایالات متحده است.
همه انواع مطالعه نخستی‌ها در روش‌شناسی غربی به معنای خنثی بودن هستند. اگرچه نخستی شناسان غربی خاصی وجود دارند که تحقیقات ذهنی بیشتری انجام می‌دهند، اما تأکید در این رشته بر هدف است.
نخستی‌شناسی میدانی اولیه بر روی محققان فردی تمرکز داشت. محققانی مانند جین گودال، دیان فوسی و بیروت گالدیکاس نمونه‌هایی از این موضوع هستند. در سال ۱۹۶۰، جین گودال به جنگل در گومب استریم در تانزانیا سفر کرد، جایی که اراده و مهارت او به او اجازه داد تا رفتارهای شامپانزه‌ها را مشاهده کند که هیچ محققی قبلاً ندیده بود. شامپانزه‌ها از ابزارهای ساخته شده از شاخه‌ها برای بیرون کشیدن موریانه از لانه خود استفاده می‌کردند. علاوه بر این، کار دیان فوسی که در ایستگاه تحقیقاتی Karisoke در رواندا انجام شد، امکان عادت کردن گوریل‌های کوهستانی را ثابت کرد. فوسی دریافت که گوریل‌های ماده اغلب بین گروه‌ها منتقل می‌شوند و گوریل‌ها برای بازیافت مواد مغذی سرگین خود را می‌خورند. سومین «تریمیت»، Birute Galdikas، بیش از ۱۲ سال را گذراند تا با اورانگوتان‌ها در بورنئو، اندونزی، عادت کند. گالدیکاس از آمار و جمع‌آوری داده‌های مدرن برای نتیجه‌گیری پایان‌نامه دکترای خود در سال ۱۹۷۸ در مورد رفتار و تعاملات اورانگوتان استفاده کرد.

### نخستی‌شناسان برجسته غربی
- Jeanne Altmann
- Sarah Blaffer Hrdy
- Christophe Boesch
- Geoffrey Bourne
- Josep Call
- C. R. Carpenter
- Colin Chapman
- Dorothy Cheney (scientist)
- Charles Darwin
- Frans de Waal
- Thomas Defler
- Alejandro Estrada
- Linda Fedigan
- داین فوسی
- Agustin Fuentes
- Birutė Galdikas
- Paul Garber
- Richard Lynch Garner
- جین گودال
- Colin Groves
- Harry Harlow
- Philip Hershkovitz
- Alison Jolly
- Nadezhda Ladygina-Kohts
- Louis Leakey
- Robert D. Martin
- Emil Wolfgang Menzel, Jr.
- Russell Mittermeier
- John R. Napier
- Carlos A. Peres
- Anne E. Russon
- Jordi Sabater Pi
- Robert Sapolsky
- Carel van Schaik
- Robert Seyfarth (scientist)
- Meredith Small
- Barbara Smuts
- Craig Stanford
- Karen B. Strier
- Robert W. Sussman
- Michael Tomasello
- Sherwood Washburn
- David P. Watts
- Richard Wrangham

## نخستی‌شناسی ژاپنی

### ریشه‌ها
رشته نخستی‌شناسی ژاپنی بر اساس اکولوژی حیوانات توسعه یافت. عمدتاً به کینجی ایمانیشی و Junichiro Itani نسبت داده می‌شود. ایمانیشی یک بوم‌شناس حیوانات بود که قبل از تمرکز بیشتر بر روی بوم‌شناسی پستانداران، شروع به مطالعه اسب‌های وحشی کرد. او در سال ۱۹۵۰ به تأسیس گروه تحقیقاتی نخستی‌ها کمک کرد. جونیچیرو یک انسان‌شناس مشهور و استاد دانشگاه کیوتو بود. او یکی از بنیانگذاران مؤسسه تحقیقاتی نخستی‌ها و مرکز مطالعات منطقه آفریقا است.

### نظریه
رشته نخستی‌شناسی ژاپنی تمایل بیشتری به جنبه‌های اجتماعی نخستی‌ها دارد.[۵] تکامل اجتماعی و انسان‌شناسی مورد توجه اصلی آنهاست. نظریه ژاپنی معتقد است که مطالعه نخستی‌ها به ما بینشی نسبت به دوگانگی طبیعت انسان می‌دهد: خود فردی در مقابل خود اجتماعی.
یک نخستی‌شناس خاص ژاپنی، کاوای ماسائو، مفهوم کیوکان را معرفی کرد. این تئوری بود که تنها راه دستیابی به دانش علمی قابل اعتماد، دستیابی به رابطه متقابل، وابستگی شخصی و زندگی مشترک با سوژه‌های حیوانی است. اگرچه کاوای تنها نخستی‌شناس ژاپنی است که با استفاده از این اصطلاح مرتبط است، اما اصل اساسی بخشی از بنیاد تحقیقات نخستی‌های ژاپنی است.[۱۱]

### روش‌ها
نخستی‌شناسی ژاپنی یک علم ذهنی دقیق و منظم است. اعتقاد بر این است که بهترین داده‌ها از طریق شناسایی سوژه شما به دست می‌آید. بی‌طرفی به نفع یک فضای معمولی تر، جایی که محقق و موضوع می‌توانند آزادانه تر در هم آمیزند، اجتناب می‌شود. اهلی شدن طبیعت نه تنها مطلوب، بلکه برای مطالعه ضروری است.
نخستی شناسان ژاپنی به دلیل توانایی خود در تشخیص حیوانات از طریق دید مشهور هستند و در واقع اکثر پستانداران در یک گروه تحقیقاتی معمولاً نام و شماره گذاری می‌شوند. داده‌های جامع در مورد هر موضوع در یک گروه یک ویژگی منحصر به فرد ژاپنی تحقیقات نخستی‌ها است. هر یک از اعضای جامعه پستانداران نقشی برای ایفا کردن دارند و محققان ژاپنی به این تعامل پیچیده علاقه‌مند هستند.
برای محققان ژاپنی در زمینه نخستی‌شناسی، یافته‌های تیم بر روی فرد مورد تأکید قرار می‌گیرد. مطالعه نخستی‌ها یک تلاش گروهی است و گروه اعتبار آن را دریافت خواهد کرد. گروهی از محققان ممکن است گروهی از نخستی‌ها را برای چندین سال رصد کنند تا تاریخ‌های جمعیتی و اجتماعی بسیار دقیقی را جمع‌آوری کنند.

### نخستی‌شناسان برجسته ژاپنی
- Kinji Imanishi
- Junichiro Itani
- Kawai Masao
- Tetsuro Matsuzawa
- Toshisada Nishida
- Satsue Mito

## نخستی‌شناسی در زیست‌شناسی اجتماعی
جایی که زیست‌شناسی اجتماعی تلاش می‌کند تا کنش‌های همه گونه‌های جانوری را در چارچوب رفتارهای سودمند و زیان‌آور درک کند، نخستی‌شناسی نگاهی انحصاری به راسته نخستی‌ها، که شامل انسان‌های خردمند نیز می‌شود، می‌کند. رابط بین نخستی‌شناسی و زیست‌شناسی اجتماعی به تفصیل تکامل فرآیندهای رفتاری نخستی‌سانان را بررسی می‌کند و مطالعه نزدیک‌ترین خویشاوندان نخستی‌های زنده ما می‌تواند دربارهٔ ذهن ما بگوید. همان‌طور که ارنست آلبرت هوتون، انسان‌شناس آمریکایی می‌گفت: "Primas sum: primatum nil a me alienum puto." ("من یک نخستی هستم؛ هیچ چیز در مورد نخستی‌ها خارج از اختیار من نیست.") نقطه تلاقی این دو رشته به محل بحث در مورد موضوعات کلیدی در مورد تکامل اجتماعی، توسعه و هدف زبان و فریب تبدیل شده‌است. توسعه و اشاعه فرهنگ
علاوه بر این، این رابط مورد توجه ویژه ناظران علم در مطالعات علم و فناوری است، که شرایط اجتماعی را که باعث تحریک، شکل‌دهی و در نهایت واکنش به اکتشافات و دانش علمی می‌شوند، بررسی می‌کنند. رویکرد STS به نخستی‌شناسی و زیست‌شناسی اجتماعی فراتر از مطالعه میمون‌ها، به حوزه مشاهده افرادی که میمون‌ها را مطالعه می‌کنند، کشیده می‌شود.

### مبنای طبقه‌بندی
قبل از داروین و زیست‌شناسی مولکولی، پدر طبقه‌بندی مدرن، کارل لینه، اجسام طبیعی را به گونه‌هایی سازماندهی می‌کرد که اکنون می‌دانیم منعکس کننده ارتباط تکاملی آنهاست. او این انواع را بر اساس مورفولوژی، شکل جسم مرتب کرد. حیواناتی مانند گوریل‌ها، شامپانزه‌ها و اورانگوتان‌ها شباهت زیادی به انسان دارند، بنابراین لینه هومو ساپینس را همراه با دیگر موجودات مشابه در ردیف طبقه‌بندی نخستی‌سانان قرار داد. زیست‌شناسی مولکولی مدرن جایگاه بشر را در ردیف نخستی‌ها تقویت کرد. انسان‌ها و میمون‌ها اکثریت قریب به اتفاق DNA خود را به اشتراک می‌گذارند و شامپانزه‌ها بین ۹۷ تا ۹۹ درصد هویت ژنتیکی با انسان دارند.

### از پیراستن تا صحبت کردن
اگرچه نظافت اجتماعی در بسیاری از گونه‌های جانوری مشاهده می‌شود، فعالیت‌های نظافتی که توسط نخستی‌ها انجام می‌شود صرفاً برای از بین بردن انگل‌ها نیست.[۱۲] در پستانداران، نظافت یک فعالیت اجتماعی است که روابط را تقویت می‌کند. میزان نظافتی که بین اعضای یک نیرو صورت می‌گیرد، شاخص قوی تشکیل اتحاد یا همبستگی نیروها است. رابین دانبار پیوندی را بین نظافت پستانداران و رشد زبان انسان پیشنهاد می‌کند. اندازه نئوکورتکس در مغز نخستی‌سانان به‌طور مستقیم با تعداد افرادی که می‌تواند آنها را از نظر اجتماعی ردیابی کند، مرتبط است، چه گروهی از شامپانزه‌ها یا قبیله‌ای از انسان‌ها.[۱۳]
به این عدد میمون کره می‌گویند. اگر جمعیتی از اندازه مشخص شده توسط محدودیت‌های شناختی آن فراتر رود، گروه دچار شکاف می‌شود. عدد دانبار که در یک زمینه تکاملی تنظیم شده‌است، انگیزه ای را برای توسعه روشی از پیوند نشان می‌دهد که نسبت به آراستگی کار کمتری دارد: زبان. همان‌طور که کره میمون رشد می‌کند، مدت زمانی که باید برای نظافت هم رزمان صرف شود به زودی غیرقابل کنترل می‌شود. علاوه بر این، در حین نظافت تنها می‌توان با یک هم‌نظامی در یک زمان ارتباط برقرار کرد. تکامل ارتباطات صوتی هم محدودیت زمانی و هم مشکل یک به یک را حل می‌کند، اما با قیمتی.
زبان امکان برقراری پیوند با چندین نفر را به‌طور همزمان در فاصله فراهم می‌کند، اما پیوند ایجاد شده توسط زبان از شدت کمتری برخوردار است. این دیدگاه از تکامل زبان، روندهای کلی زیستی مورد نیاز برای رشد زبان را پوشش می‌دهد، اما برای کشف تکامل فرآیندهای شناختی لازم برای زبان، فرضیه دیگری لازم است.

### مدولار بودن ذهن نخستی‌ها
مفهوم زبان فطری نوام چامسکی به وجود دستور زبان جهانی می‌پردازد، که نشان می‌دهد نوع خاصی از «دستگاه» همه انسان‌ها متولد شده‌اند که تنها هدف آن زبان است. فرضیه ذهن مدولار فودور این مفهوم را بسط می‌دهد و وجود ماژول‌های از پیش برنامه‌ریزی‌شده برای برخورد با بسیاری یا همه جنبه‌های شناخت را پیشنهاد می‌کند. اگرچه این ماژول‌ها نیازی به متمایز بودن فیزیکی ندارند، اما باید از نظر عملکردی متمایز باشند. آزمایشی برای آموزش زبان به اورانگوتان‌ها در باغ وحش ملی اسمیتسونیان با استفاده از یک سیستم کامپیوتری که توسط نخستی‌شناس فرانسین نیاگو در ارتباط با IBM توسعه یافته بود، انجام شد.[۱۴][۱۵]
تز تئوری ماژولاریت عظیم بیان می‌کند که تعداد زیادی از ماژول‌های بسیار مرتبط اما تخصصی که برنامه‌هایی به نام الگوریتم‌های داروینی یا DA را اجرا می‌کنند وجود دارد. DA را می‌توان درست مانند یک ژن انتخاب کرد و در نهایت باعث بهبود شناخت می‌شود. نظریه برعکس، ذهن عمومی، نشان می‌دهد که مغز فقط یک کامپیوتر بزرگ است که یک برنامه، یعنی ذهن را اجرا می‌کند. به عنوان مثال، اگر ذهن یک رایانه عمومی است، توانایی استفاده از استدلال باید بدون توجه به زمینه یکسان باشد. این چیزی نیست که مشاهده می‌شود. وقتی با اعداد و حروف انتزاعی بدون اهمیت «دنیای واقعی» مواجه می‌شوند، پاسخ دهندگان آزمون کارت واسون معمولاً عملکرد بسیار ضعیفی دارند. با این حال، هنگامی که در معرض آزمونی با مجموعه قوانین یکسان اما محتوای اجتماعی مرتبط قرار می‌گیرند، پاسخ دهندگان به‌طور قابل توجهی امتیاز بیشتری کسب می‌کنند. این تفاوت به ویژه زمانی که محتوا در مورد پاداش و پرداخت باشد، آشکار می‌شود. این آزمون قویاً نشان می‌دهد که منطق انسانی مبتنی بر یک ماژول است که در ابتدا در یک محیط اجتماعی برای ریشه‌کن کردن متقلبان توسعه داده شده‌است، و اینکه یا این ماژول در جایی که تفکر انتزاعی درگیر است در یک نقطه ضعف بزرگ قرار دارد، یا اینکه ماژول‌های کمتر مؤثر دیگری در هنگام مواجهه با آنها استفاده می‌شوند. منطق انتزاعی
شواهد بیشتری که از ذهن مدولار حمایت می‌کند، به‌طور پیوسته با برخی مکاشفه‌های شگفت‌انگیز در مورد نخستی‌ها پدیدار شده‌است. یک مطالعه بسیار اخیر نشان داد که نوزادان انسان و میمون‌های بالغ به روشی مشابه به اعداد نزدیک می‌شوند و پردازش می‌کنند، که مجموعه‌ای تکامل‌یافته از DA را برای ریاضیات (اردن) پیشنهاد می‌کند. مفهوم سازی هم برای نوزادان انسان و هم بزرگسالان پستانداران، متقابل حسی است، به این معنی که آنها می‌توانند ۱۵ نقطه قرمز را به ۲۰ بوق اضافه کنند و پاسخ را به ۳۵ مربع خاکستری تقریب بزنند. همان‌طور که شواهد بیشتری از ماژول‌های شناختی پایه کشف می‌شود، آنها بدون شک پایه محکم تری را تشکیل می‌دهند که بر اساس آن رفتارهای پیچیده‌تر را می‌توان درک کرد.
در تناقض با این، جاک پانکسپ، عصب‌شناس، استدلال کرده‌است که ذهن یک کامپیوتر نیست و نه به شدت مدولار است. او بیان می‌کند که برخلاف مطالعات روان‌شناختی، هیچ مدرکی دال بر مدولار بودن یا مغز به‌عنوان یک رایانه دیجیتال از طریق علوم اعصاب واقعی به دست نیامده است. او روانشناسانی را که از تز مدولاریته عظیم برای ادغام نکردن علوم اعصاب در درک خود استفاده می‌کنند، انتقاد می‌کند.[۱۶]

### نظریه نخستی ذهن
رفتار نخستی‌ها، مانند رفتار انسان، بسیار اجتماعی است و به دسیسه‌های شاه‌سازی، قدرت‌بازی‌ها، فریبکاری، زناشویی و عذرخواهی رسیده‌است. برای درک ماهیت بسیار پیچیده تعاملات نخستی‌ها، به نظریه ذهن نگاه می‌کنیم. نظریه ذهن این سؤال را مطرح می‌کند که آیا یک فرد عدم تقارن اطلاعات را در میان افراد گروه تشخیص می‌دهد و می‌تواند پیگیری کند و آیا می‌تواند حالات روان‌شناختی عامیانه را به همسالان خود نسبت دهد یا خیر. اگر برخی از نخستی‌ها بتوانند آنچه را که دیگران می‌دانند و می‌خواهند بگویند و بر اساس آن عمل کنند، می‌توانند مزیت و موقعیتی کسب کنند.
اخیراً نظریه ذهن شامپانزه توسط فلیکس وارنکن از مؤسسه ماکس پلانک ارائه شده‌است. مطالعات او نشان داده‌است که شامپانزه‌ها می‌توانند تشخیص دهند که آیا یک محقق به یک شی افتاده رها شده‌است یا خیر و با برداشتن آن مطابق با آن عمل کنند. حتی جذاب‌تر این مشاهده است که شامپانزه‌ها فقط در صورتی عمل می‌کنند که جسم به شکلی تصادفی به زمین بیفتد: اگر محقق شی را به گونه‌ای بیندازد که عمدی به نظر برسد، شامپانزه آن شی را نادیده می‌گیرد.
در یک آزمایش مرتبط، به گروه‌هایی از شامپانزه‌ها مشکلات طناب‌کشی داده شد که نمی‌توانستند آنها را به تنهایی حل کنند. آزمودنی‌های وارنکن به سرعت متوجه شدند که کدام یک از افراد گروه بهترین طناب‌کش است و بخش عمده‌ای از کار را به آن اختصاص دادند. این تحقیق به شدت نشان دهنده توانایی شامپانزه‌ها در تشخیص وضعیت روانشناختی عامیانه «میل» و همچنین توانایی تشخیص این است که افراد دیگر در کارهای خاص بهتر از آنها هستند.
با این حال، نخستی‌ها همیشه در موقعیت‌هایی که نیاز به تئوری ذهن دارند، چندان خوب عمل نمی‌کنند. در یک آزمایش به جفت شامپانزه‌هایی که شریک نظافت نزدیک بودند دو اهرم پیشنهاد شد. فشار دادن یک اهرم برای آنها غذا می‌آورد و دیگری غذای شریک نظافت آنها را می‌آورد. فشار دادن اهرم برای دادن واضح غذای مورد نیاز به شریک آرایشگر، مقدار غذایی که خودشان دریافت کرده‌اند را از بین نمی‌برد. به دلایلی، شامپانزه‌ها حاضر نبودند اهرمی را فشار دهند که غذای طولانی مدت آنها را به هموطنانشان می‌داد. قابل قبول است اما بعید است که شامپانزه‌ها تصور کنند که غذای محدودی وجود دارد و در نهایت پاداش غذای خود را کاهش دهد. آزمایش‌ها برای چنین تفاسیری باز هستند و ایجاد چیزی را به‌طور قطعی دشوار می‌کنند.
یکی از پدیده‌هایی که نشان‌دهنده شکنندگی احتمالی نظریه ذهن در پستانداران است، زمانی اتفاق می‌افتد که یک بابون گم می‌شود. در چنین شرایطی، بابون گمشده عموماً برای اعلام گم شدنش «صدای زنگ» می‌زند. قبل از دهه ۱۹۹۰ تصور می‌شد که این صداها پس از آن توسط بابون‌های دیگر بازگردانده می‌شوند، مشابه موردی که در میمون‌های مخروطی وجود دارد. با این حال، هنگامی که محققان در چند سال گذشته این موضوع را به‌طور رسمی مورد مطالعه قرار دادند، به چیز شگفت‌انگیزی پی بردند: فقط بابون‌هایی که گم شده بودند هرگز صدایشان را صدا می‌زدند. حتی اگر نوزادی در فاصله چند صد متری از شدت عذاب زاری می‌کرد، مادرش که به وضوح صدای آن را تشخیص می‌داد و از امنیت او عصبانی بود (یا بسته به احساس امنیت خودش به سمت نوزادش می‌دوید)، اغلب به سادگی به آن خیره می‌شد. جهت او به وضوح آشفته‌است. اگر مادر بابون غمگین هر نوع تماسی می‌گرفت، نوزاد فوراً او را می‌شناخت و به سمت موقعیتش می‌دود. به نظر می‌رسد این نوع منطق در بابون گم شده‌است، که حاکی از شکاف جدی در تئوری ذهن این گونه نخستی به ظاهر بسیار باهوش است. با این حال، همچنین ممکن است که بابون‌ها به دلایل اکولوژیکی، پوست تماس را پس ندهند، برای مثال، به این دلیل که بازگرداندن پوست تماس ممکن است توجه بابون گم شده را جلب کند و آن را در معرض خطر بیشتری از جانب شکارچیان قرار دهد.

### انتقادها
مطالعات علمی در مورد رفتار نخستی‌ها و انسان‌ها مانند هر رشته علمی دیگر در معرض مجموعه‌ای از پیچیدگی‌ها یا سوگیری‌های سیاسی و اجتماعی قرار گرفته‌است. ماهیت مرزی و چند رشته‌ای نخستی‌شناسی و زیست‌شناسی اجتماعی آنها را به زمینه‌های مطالعاتی رسیده تبدیل می‌کند، زیرا ملغمه‌ای از علوم عینی و ذهنی هستند. عملکرد علمی کنونی، به ویژه در علوم سخت، مستلزم جداسازی کامل تجربه شخصی از محصول علمی نهایی است (Bauchspies 8). این راهبردی است که با مطالعات میدانی مشاهده‌ای ناسازگار است و آن‌ها را از نظر علم سخت تضعیف می‌کند. همان‌طور که در بالا ذکر شد، مکتب نخستی‌شناسی غربی تلاش می‌کند تا ذهنیت را به حداقل برساند، در حالی که مکتب نخستی‌شناسی ژاپنی تمایل به پذیرش نزدیکی ذاتی در مطالعه طبیعت دارد.
منتقدان اجتماعی علم، که برخی از درون این حوزه عمل می‌کنند، از نخستی‌شناسی و زیست‌شناسی اجتماعی انتقاد می‌کنند. ادعا می‌شود که محققان نظرات از قبل موجود در مورد مسائل مربوط به اجتماعی بودن انسان را به مطالعات خود می‌آورند و سپس به دنبال شواهدی می‌گردند که با جهان بینی آنها مطابقت داشته باشد یا در غیر این صورت یک دستور کار سیاسی-اجتماعی را پیش ببرد. به‌ویژه، استفاده از مطالعات اولیه‌شناختی برای اثبات نقش‌های جنسیتی، و هم برای ترویج و هم براندازی فمینیسم، محل مناقشه بوده‌است.
چندین مقاله تحقیقاتی در مورد شناخت نخستی‌ها در سال ۲۰۱۰ پس گرفته شد. نویسنده اصلی آنها، نخستی‌شناس، مارک هاوزر، پس از اینکه تحقیقات داخلی شواهدی مبنی بر سوء رفتار علمی در آزمایشگاه او پیدا کرد، از دانشگاه هاروارد اخراج شد. طبق گزارش‌ها، داده‌هایی که از نتیجه‌گیری نویسندگان حمایت می‌کنند مبنی بر اینکه میمون‌های تامارین پنبه‌ای رفتار الگوی یادگیری مشابه نوزادان انسان از خود نشان می‌دهند، پس از یک تحقیق سه ساله قابل شناسایی نیستند.[۱۷]

### زنان در نخستی‌شناسی
زنان اکثریت دکترای نخستی‌شناسی را دریافت می‌کنند. لوندا شیبینگر که در سال ۲۰۰۱ نوشت، تخمین زد که زنان ۸۰ درصد از دانشجویان تحصیلات تکمیلی را تشکیل می‌دهند که در دهه ۱۹۷۰ به ۵۰ درصد رسیده بود. به دلیل تعداد بالای زنان، شیبینگر حتی ادعا کرده‌است که «پریماتولوژی به‌طور گسترده‌ای به عنوان یک علم فمینیستی شناخته می‌شود».

### سیر تکاملی نخستین‌شناسی
در سال ۱۹۷۰ ژان آلتمن توجه خود را به روش‌های نمونه‌گیری معرف جلب کرد که در آن همه افراد، نه فقط افراد مسلط و قدرتمند، برای دوره‌های زمانی مساوی مشاهده می‌شوند. قبل از سال ۱۹۷۰، نخستی شناسان از «نمونه‌گیری فرصت طلبانه» استفاده می‌کردند که فقط مواردی را که توجه آنها را جلب می‌کرد ثبت می‌کرد.
سارا هردی، یک فمینیست خودشناس، از اولین کسانی بود که آنچه را که به عنوان نظریه اجتماعی زیست شناختی شناخته شد، در مورد نخستی‌ها به کار برد. او در مطالعات خود بر نیاز زنان به برنده شدن از مراقبت والدین پسر از فرزندان خود تمرکز می‌کند.
لیندا فدیگان خود را به عنوان یک گزارشگر یا مترجم می‌بیند که در تقاطع بین مطالعات جنسیتی علم و مطالعه جریان اصلی نخستی‌شناسی کار می‌کند.
در حالی که برخی از زنان با نفوذ پارادایم‌های بنیادی را به چالش می‌کشند، شیبینگر پیشنهاد می‌کند که علم توسط عوامل متعددی تشکیل شده‌است، از نقش‌های جنسیتی و مسائل داخلی که نژاد و طبقات را احاطه می‌کند تا روابط اقتصادی بین محققان کشورهای توسعه‌یافته جهان و کشورهای در حال توسعه جهان که اکثر نخستی‌های غیرانسانی در آنها زندگی می‌کنند.

### تغییر کلیشه‌ها
داروین اشاره کرد که انتخاب جنسی در زنان و مردان متفاوت عمل می‌کند. تحقیقات اولیه بر رقابت مرد و مرد برای زنان تأکید داشت. به‌طور گسترده اعتقاد بر این بود که نرها تمایل دارند زنان را جلب کنند و ماده‌ها منفعل هستند. برای سال‌ها این تفسیر غالب بود و بر رقابت میان مردان مسلط که مرزهای سرزمینی را کنترل می‌کنند و نظم را در میان مردان کوچک‌تر حفظ می‌کنند، تأکید می‌کرد. از سوی دیگر، زنان به‌عنوان «مادران فداکار برای نوزادان کوچک و در دسترس جنسی برای مردان به ترتیب رتبه برتری مردان» توصیف می‌شوند. رقابت زن و مرد نادیده گرفته شد. شیبینگر پیشنهاد کرد که ناکامی در به رسمیت شناختن رقابت‌های زن و زن می‌تواند «مفاهیم انتخاب جنسی را منحرف کند» تا «تعامل‌های بین مردان و زنان را که فراتر از تفسیر دقیق جنسیت فقط برای تولید مثل است، نادیده بگیرد».[۱۹] در دهه ۱۹۶۰، نخستی‌شناسان شروع به بررسی کارهایی کردند که زنان انجام می‌دهند، و به آرامی کلیشه زن منفعل را تغییر دادند. اکنون می‌دانیم که زنان شرکت کنندگان فعال و حتی رهبران گروه‌های خود هستند. برای مثال، راول دریافت که بابون‌های ماده مسیر جستجوی روزانه را تعیین می‌کنند.[۲۰] به‌طور مشابه، شرلی استرام دریافت که سرمایه‌گذاری مرد در روابط ویژه با زنان در مقایسه با رتبه یک مرد در سلسله مراتب سلطه، بازده مولد بیشتری دارد.[۲۱] این «دیدگاه زنانه» در حال ظهور منجر به تحلیلی مجدد از چگونگی تأثیر پرخاشگری، دسترسی تولیدمثلی و سلطه بر جوامع نخستی شد.
شیبینگر همچنین زیست شناسان اجتماعی را به تولید «پریمات شرکتی» متهم کرده‌است که به عنوان «بابون‌های ماده با کیف‌های کیفی، از نظر استراتژیک رقابتی و تهاجمی» توصیف می‌شود. این در تضاد با این تصور است که فقط مردان رقابتی و تهاجمی هستند. مشاهدات مکرراً نشان داده‌است که میمون‌ها و میمون‌های ماده نیز سلسله مراتب تسلط پایدار و اتحاد با همتایان نر خود تشکیل می‌دهند. ماده‌ها پرخاشگری نشان می‌دهند، انتخاب جنسی را انجام می‌دهند و برای منابع، جفت و قلمرو رقابت می‌کنند، مانند همتایان مرد خود.

### شش ویژگی دیدگاه فمینیستی که مشخصه نخستی‌شناسی معاصر است (فدیگان)
بازتاب: حساسیت به زمینه و سوگیری فرهنگی در کار علمی.
«دیدگاه زن»
احترام به طبیعت و اخلاق همکاری با طبیعت
از تقلیل گرایی دور شوید
به جای منافع ملی، ارزش‌های انسان دوستانه را ترویج کنید
جامعه متنوع، در دسترس و برابری طلب
شیبینگر پیشنهاد می‌کند که تنها دو مورد از شش ویژگی مشخصه فمینیسم است. یکی از آنها بحث سیاست مشارکت و توجه به زنان به عنوان موضوع تحقیق است.[۱۸]